# كيه هوا (راكب الكنو)
كيه هوا (بالصينية: 柯華) هو راكب الكنو صيني، ولد في 10 مارس 1960 في هوانغشي في الصين.

## وصلات خارجية
- كيه هوا على موقع أوليمبيديا (الإنجليزية)